# محوطه سرخ ده سفلی ۱
محوطه سرخ ده سفلی ۱ در شهرستان خرم‌آباد، بخش مرکزی، دهستان کرگاه شرقی، روستای سرخ ده سفلی واقع شده و این اثر در تاریخ ۲۲ اسفند ۱۳۸۵ با شمارهٔ ثبت ۱۸۱۸۸ به‌عنوان یکی از آثار ملی ایران به ثبت رسیده است.